# Cantón de Saint-Sever
El cantón de Saint-Sever era una división administrativa francesa, que estaba situada en el departamento de Landas y la región de Aquitania.

## Composición
El cantón estaba formado por catorce comunas:
- Audignon
- Aurice
- Banos
- Bas-Mauco
- Cauna
- Coudures
- Dumes
- Eyres-Moncube
- Fargues
- Montaut
- Montgaillard
- Montsoué
- Saint-Sever
- Sarraziet

## Supresión del cantón de Saint-Sever
En aplicación del Decreto n.º 2014-181 de 18 de febrero de 2014, el cantón de Saint-Sever fue suprimido el 22 de marzo de 2015 y sus 14 comunas pasaron a formar parte del nuevo cantón de Chalosse Tursan.